# Johana Anglická (1272–1307)
Johana Anglická nebo také Johana z Akkonu (duben 1271/1272 Akkon– 23. dubna 1307, hrad Clare) byla hraběnka z Hertfordu a Gloucesteru z dynastie Plantagenetů. Byla dcerou anglického krále Eduarda I. a královny Eleonory Kastilské. Jméno "Akko" získala podle svého rodiště ve Svaté zemi, narodila se totiž v době, kdy její rodiče byli na křížové výpravě.
Byla dvakrát vdaná: jejím prvním manželem byl Gilbert de Clare, 7. hrabě z Gloucesteru, jeden z nejmocnějších šlechticů v Anglii. Druhým manželem byl Ralph de Monthermer, baron z Monthermer, panoš v její domácnosti, kterého si vzala v tajnosti.
Na jejím hrobě údajně došlo k zázrakům a je několikrát zmíněna také v literatuře.

## Původ a dětství
Johana z Akko se narodila na jaře 1272 v Jeruzalémském království, Outremer Eleonoře Kastilské a Eduardovi Anglickému během 9. křížové výpravy. V době jejího narození ještě nebyl anglickým králem její otec, ale dědeček Jindřich III. Plantagenet. Rodiče krátce po jejím narození odcestovali z Akkonu do Sicílie a do Španělska. Poté Johana spolu se svou babičkou z matčiny strany Johanou z Dammartinu odjela do Francie. Johana žila několik let ve Francii, kde ji vzdělával biskup a "byla důkladně rozmazlená svou shovívavou babičkou". Johana si mezitím volně hrála mezi "révou pokrytými kopci ve slunečném údolí", které obklopovalo babiččin domov, třebaže potřebovala "rozumný dohled".
Zatímco Johana vyrůstala se svou babičkou, její otec už byl zpět v Anglii a hledal jí vhodného ženicha. Doufal, že mu manželství jeho dcery přinese větší moc a bohatství. Nakonec našel pro Johanu (té bylo teprve pět let) toho pravého muže, a tím byl Hartman, syn německého krále Rudolfa I. Eduard pak přivezl Johanu z Francie domů, aby se mohla s Hartmanem setkat. Jelikož vyrůstala celý svůj život mimo domov, když se vrátila "stála v úžasu nad svými rodiči", na které si nepamatovala. Nikdy se s nimi nesblížila.
Bohužel pro Eduarda, nápadník jeho dcery zemřel dříve, než se mohla svatba uskutečnit. Zpráva uvedla, že pod Hartmanem se prolomil tenký led, když bruslil, zatímco v dopise zaslanému králi bylo uvedeno, že se plavil na lodi za svým otcem, byla však mlha a loď narazila do skály a Hartman utonul.

## První manželství
Eduard začal sjednávat druhé zásnuby téměř okamžitě po Hartmanově smrti. Volba padla na ovdovělého Gilberta de Clare, který byl téměř o třicet let starší než Johana. Hrabě odstoupil své pozemky Eduardovi po dohodě, že je dostane zpět, když se ožení s Johanou, stejně jako se shodli na věnu ve výši dvou tisíců stříbrných marek. V době, kdy byla všechna jednání dokončena, bylo Johaně dvanáct let. Gilbert de Clare se do Johany velmi zamiloval, a přestože si ho musela vzít bez ohledu na to, co cítí, se jí stále snažil dvořit. Koupil jí drahé dárky a oblečení, aby získal její přízeň. Svatba se konala 30. dubna 1290 ve Westminsterském opatství. Pár měl spolu čtyři děti:
1. Gilbert de Clare, 8. hrabě z Gloucesteru
2. Eleonora de Clare
3. Markéta de Clare
4. Alžběta de Clare

Johanin první manžel Gilbert de Clare zemřel 7. prosince 1295.

## Druhé manželství
Johana byla vdovou jen něco málo přes rok, když padla do oka Ralphu Monthermerovi, panošovi z otcovy domácnosti. Johana se do něj zamilovala a přesvědčila otce, aby Monthermera povýšil do šlechtického stavu. Pro vznešené evropské dámy bylo neslýchané byť jen konverzovat s mužem, který byl tak nízkého postavení jako Ralph. Nicméně i přesto se Johana v lednu 1297 za Ralpha tajně provdala. Její otec už mezitím plánoval Johanin další sňatek s hrabětem Amadeem V. Savojským, ke kterému mělo dojít 16. března 1297. Johana byla v nesnázích, protože už se provdala bez vědomí svého otce.
Johana poslala své čtyři malé děti k jejich dědečkovi v naději, že jejich roztomilost Eduarda obměkčí, plán však nefungoval. Král brzy zjistil, jaké má jeho dcera úmysly, ale ještě nevěděl, že se k nim zavázala, a tak zabavil Johaniny pozemky a pokračoval s dojednáváním sňatku s Amadeem Savojským. Brzy po zabavení jejích pozemků, Johana řekla svému otci, že se provdala za Ralpha. Král byl rozzuřený a okamžitě Monthermera uvěznil na hradě Bristol. Lid v zemi měl na tuto záležitost rozdílné názory. Nejvíce pobouření byli ti, kteří chtěli Johaninu ruku pro sebe.
Johana prohlásila, že "není považováno za potupu ani ostudu, když si hrabě vezme za ženu chudou nebo chudší ženu, na druhé straně je hodno viny, když si urozená hraběnka vezme za manžela udatného, ale chudšího mladíka". Toto prohlášení kromě možná zjevného těhotenství, změkčilo Eduardův postoj k Johanině situaci. Johanino první dítě s Ralphem se narodilo v říjnu 1297. V létě 1297, kdy Eduard manželství odhalil, byl Johanin stav už jistě patrný, a právě to Eduarda přesvědčilo, že není jiná možnost, než manželství uznat. Eduard nakonec Ralpha v srpnu 1297 z vězení propustil. Morthermer vzdal poctu 2. srpna, a byly mu uděleny tituly hraběte z Gloucesteru a Hertfordu. Za Johanina života byl královým favoritem.
Monthermer a Johana měli čtyři děti:
1. Marie de Monthermer
2. Johana de Monthermer
3. Tomáš de Monthermer, 2. baron de Monthermer
4. Eduard de Monthermer

## Vztah s rodinou
Johana byla sedmým ze čtrnácti Eduardových potomků s Eleonorou Kastilskou. Většina z jejích starších sourozenců zemřela před sedmým rokem života a mnoho mladších sourozenců se nedožilo dospělosti. Dospělosti se dožila Johana, její mladší bratr, Eduard, a čtyři z jejích sester: Eleonora, Markéta, Marie a Alžběta.
Johana, stejně jako její sourozenci, byla vychovávána mimo domácnost svých rodičů. Čtyři roky žila s babičkou v Ponthieu, a pak byla svěřena do péče stejných vychovatelů, kteří dohlíželi i na její sourozence. Eduard I. neměl k většině svých dětí blízký vztah, ale "zdálo se, že má raději své dcery, než syny".
Nicméně, Johanina nezávislost způsobila četné konflikty mezi ní a otcem. Otec nesouhlasil s jejím odchodem ode dvora po svatbě s hrabětem z Gloucesteru, a na oplátku "zabavil sedm rób, které pro ni byly vyrobené". Také silně nesouhlasil s jejím druhým manželstvím s Ralphem de Monthermer, panošem z její domácnosti, dokonce do té míry, že se pokoušel jí donutit, aby si vzala někoho jiného. Zatímco Eduard nakonec s Ralphem rozvinul přátelský vztah, dokonce mu dal titul hraběte, je zjevný pozoruhodný rozdíl mezi Eduardovým zacházením s Johanou ve srovnání se zacházením s jejími sourozenci. Například, král Eduard skvěle zaplatil poslům, kteří mu přivezli zprávu o narození jeho vnoučat, to však neudělal v případě narození Johaniny dcery.
Pokud jde o sourozence, s těmi měla Johana poměrně pevné pouto. Ona i Ralph udržovali blízký vztah s jejím bratrem, Eduardem, a to prostřednictvím dopisů. Poté, co se Eduard odcizil s otcem a ztratil královskou pečeť, mu "Johana nabídla, aby si propůjčil její".

## Smrt
Johana zemřela 23. dubna 1307 na panství Clare v Suffolku. Příčina její smrti zůstává nejasná, ačkoli pravděpodobné je, že zemřela při porodu, což bylo běžné. Historikové to však nepotvrdili.
Otec ji přežil o méně než čtyři měsíce. Brzy na to Ralph ztratil titul hraběte z Gloucesteru. Hrabství připadlo jeho právoplatnému držiteli, Gilbertovi, Johaninu synovi z prvního manželství. Nadále však držel hrabství ve Skotsku.

## Vývod z předků
|                 |                                 |  |                       |                            |  |  |  |  |  |  |  | Jindřich II. Plantagenet |
|                 |                                 |  |                       |                            |  |  |  |  |  |  |  |                          |
|                 | Jan Bezzemek                    |  |                       |                            |  |  |  |  |  |  |  |                          |
|                 |                                 |  |                       |                            |  |  |  |  |  |  |  |                          |
|                 |                                 |  |                       | Eleonora Akvitánská        |  |  |  |  |  |  |  |                          |
|                 |                                 |  |                       |                            |  |  |  |  |  |  |  |                          |
|                 | Jindřich III. Plantagenet       |  |                       |                            |  |  |  |  |  |  |  |                          |
|                 |                                 |  |                       |                            |  |  |  |  |  |  |  |                          |
|                 |                                 |  |                       | Aymer z Angoulême          |  |  |  |  |  |  |  |                          |
|                 |                                 |  |                       |                            |  |  |  |  |  |  |  |                          |
|                 | Isabela z Angoulême             |  |                       |                            |  |  |  |  |  |  |  |                          |
|                 |                                 |  |                       |                            |  |  |  |  |  |  |  |                          |
|                 |                                 |  |                       | Alice z Courtenay          |  |  |  |  |  |  |  |                          |
|                 |                                 |  |                       |                            |  |  |  |  |  |  |  |                          |
|                 | Eduard I.                       |  |                       |                            |  |  |  |  |  |  |  |                          |
|                 |                                 |  |                       |                            |  |  |  |  |  |  |  |                          |
|                 |                                 |  |                       | Alfons II. Provensálský    |  |  |  |  |  |  |  |                          |
|                 |                                 |  |                       |                            |  |  |  |  |  |  |  |                          |
|                 | Ramon Berenguer V. Provensálský |  |                       |                            |  |  |  |  |  |  |  |                          |
|                 |                                 |  |                       |                            |  |  |  |  |  |  |  |                          |
|                 |                                 |  |                       | Garsenda ze Sabranu        |  |  |  |  |  |  |  |                          |
|                 |                                 |  |                       |                            |  |  |  |  |  |  |  |                          |
|                 | Eleonora Provensálská           |  |                       |                            |  |  |  |  |  |  |  |                          |
|                 |                                 |  |                       |                            |  |  |  |  |  |  |  |                          |
|                 |                                 |  |                       | Tomáš I. Savojský          |  |  |  |  |  |  |  |                          |
|                 |                                 |  |                       |                            |  |  |  |  |  |  |  |                          |
|                 | Beatrix Savojská                |  |                       |                            |  |  |  |  |  |  |  |                          |
|                 |                                 |  |                       |                            |  |  |  |  |  |  |  |                          |
|                 |                                 |  |                       | Markéta ze Ženevy          |  |  |  |  |  |  |  |                          |
|                 |                                 |  |                       |                            |  |  |  |  |  |  |  |                          |
| Johana Anglická |                                 |  |                       |                            |  |  |  |  |  |  |  |                          |
|                 |                                 |  |                       |                            |  |  |  |  |  |  |  |                          |
|                 |                                 |  | Ferdinand II. Leónský |                            |  |  |  |  |  |  |  |                          |
|                 |                                 |  |                       |                            |  |  |  |  |  |  |  |                          |
|                 | Alfons IX. Leónský              |  |                       |                            |  |  |  |  |  |  |  |                          |
|                 |                                 |  |                       |                            |  |  |  |  |  |  |  |                          |
|                 |                                 |  |                       | Urraca Portugalská         |  |  |  |  |  |  |  |                          |
|                 |                                 |  |                       |                            |  |  |  |  |  |  |  |                          |
|                 | Ferdinand III. Kastilský        |  |                       |                            |  |  |  |  |  |  |  |                          |
|                 |                                 |  |                       |                            |  |  |  |  |  |  |  |                          |
|                 |                                 |  |                       | Alfons VIII. Kastilský     |  |  |  |  |  |  |  |                          |
|                 |                                 |  |                       |                            |  |  |  |  |  |  |  |                          |
|                 | Berenguela Kastilská            |  |                       |                            |  |  |  |  |  |  |  |                          |
|                 |                                 |  |                       |                            |  |  |  |  |  |  |  |                          |
|                 |                                 |  |                       | Eleonora Anglická          |  |  |  |  |  |  |  |                          |
|                 |                                 |  |                       |                            |  |  |  |  |  |  |  |                          |
|                 | Eleonora Kastilská              |  |                       |                            |  |  |  |  |  |  |  |                          |
|                 |                                 |  |                       |                            |  |  |  |  |  |  |  |                          |
|                 |                                 |  |                       | Alberich III. z Dammartinu |  |  |  |  |  |  |  |                          |
|                 |                                 |  |                       |                            |  |  |  |  |  |  |  |                          |
|                 | Šimon z Dammartinu              |  |                       |                            |  |  |  |  |  |  |  |                          |
|                 |                                 |  |                       |                            |  |  |  |  |  |  |  |                          |
|                 |                                 |  |                       | Matylda z Clermontu        |  |  |  |  |  |  |  |                          |
|                 |                                 |  |                       |                            |  |  |  |  |  |  |  |                          |
|                 | Johana z Ponthieu               |  |                       |                            |  |  |  |  |  |  |  |                          |
|                 |                                 |  |                       |                            |  |  |  |  |  |  |  |                          |
|                 |                                 |  |                       | Vilém II. z Ponthieu       |  |  |  |  |  |  |  |                          |
|                 |                                 |  |                       |                            |  |  |  |  |  |  |  |                          |
|                 | Marie z Ponthieu                |  |                       |                            |  |  |  |  |  |  |  |                          |
|                 |                                 |  |                       |                            |  |  |  |  |  |  |  |                          |
|                 |                                 |  |                       | Adéla Francouzská          |  |  |  |  |  |  |  |                          |
|                 |                                 |  |                       |                            |  |  |  |  |  |  |  |                          |